# Варта у Грі. Артефакти Праги
«Ва́рта у Грі. Артефа́кти Пра́ги» — фантастичний роман української письменниці Наталії Матолінець 2019 року у жанрі міського фентезі, друга частина циклу про чаклунку Варту Тарновецьку. Перша книга серії — «Варта у Грі» (2018).

## Головні персонажі
- Варта — Аґата Тарновецька — темна чаклунка
- Златан Богумін — темний маг
- Дикоросла — Устина Дика — відьма
- Еверест — Орест Гірняк — світлий алхімік

## Сюжет
Після закінчення Гри у Львові, головні герої, Варта Тарновецька та Златан Богумін прибувають до Праги, аби офіційно заступити на посади Вартових Центральноєвропейського конгломерату. Втім вони не можуть пройти ініціацію, оскільки необхідні для ритуалу артефакти втрачено. Крім того, у Празі відбуваються підозрілі речі — зникають молоді маги. Ширяться чутки про невловимих викрадачів, які полюють і на світлих, і на темних. Старше покоління більше захоплене політичними інтригами і особливо цим не переймається. Варта із Златаном розпочинають пошуки загублених артефактів та намагаються з'ясувати, куди загадково щезають чеські маги.

## Сприйняття та видання
Роман, в цілому, отримав схвальні відгуки критиків та читачів. Увійшов до короткого списку найкращих родинних видань 2019 року конкурсу «Топ БараБуки 2019».
Книга вперше була опублікована 2019 року і декілька разів перевидавалася. Того ж року, зокрема, вийшло друге видання — з новим дизайном обкладинки та суперобкладинкою.
- Варта у Грі. Артефакти Праги. — Харків : АССА, 2019. — 416 с. — (Час фентезі) — ISBN 978-617-7877-32-4.
- Варта у Грі. Артефакти Праги. — Харків : АССА, 2019. — 416 с. — (Час фентезі) — ISBN 978-617-7660-38-4.
- Варта у Грі. Артефакти Праги. — E-book. — Харків : АССА, 2019. — 416 с. — (Час фентезі) — ISBN 978-617-7660-38-4.
- Варта у Грі. Артефакти Праги. — Харків : АССА, 2021. — 416 с. — (Час фентезі) — ISBN 978-617-7877-32-4.